# Plesiolena bonneti
Plesiolena bonneti is een spin uit de familie der muisspinnen. Deze spin is vrij gevaarlijk door haar neurotoxisch gif. De spin is endemisch in Chili.